# Kirgizbergen

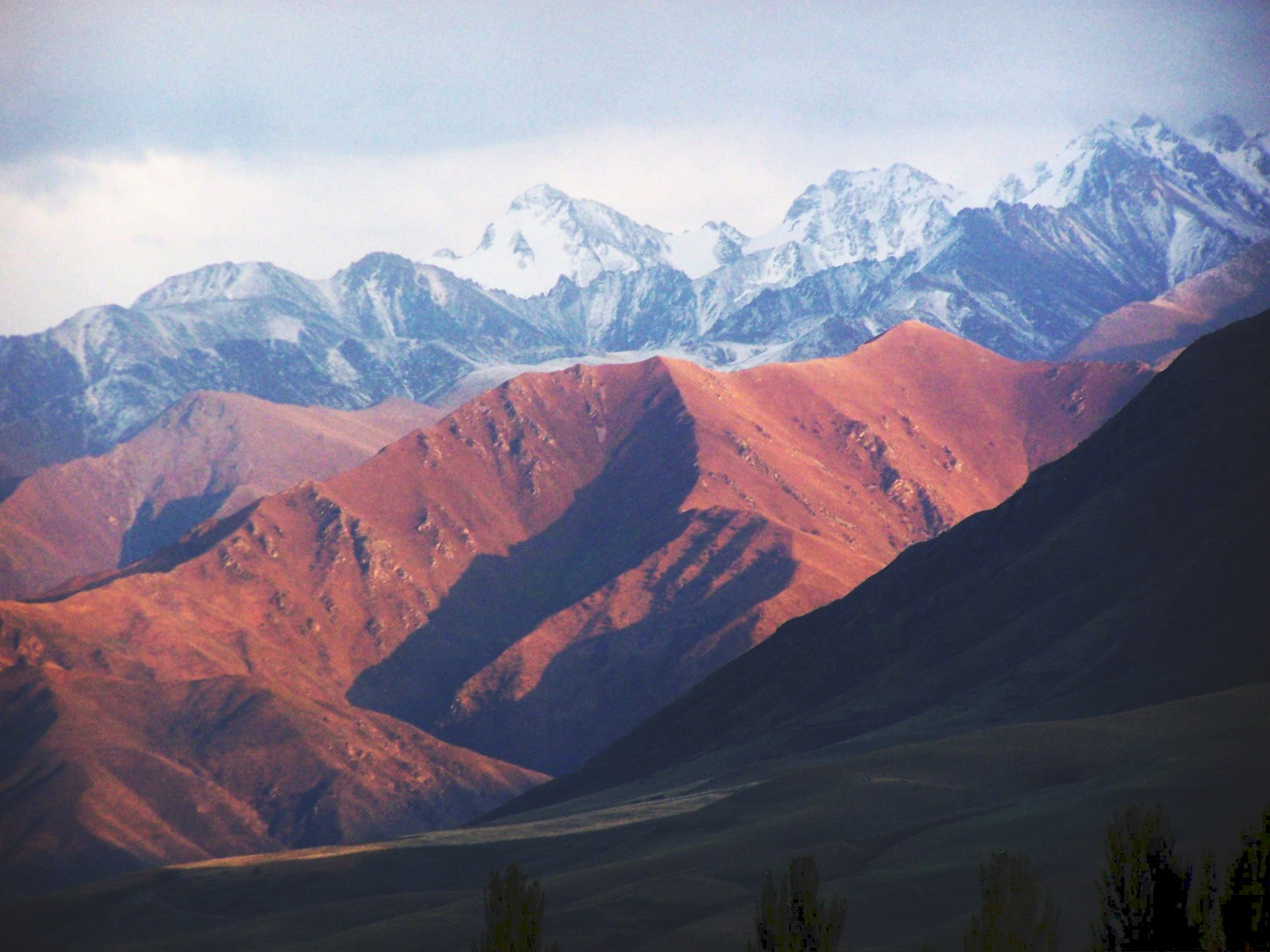
Kirgizbergen.

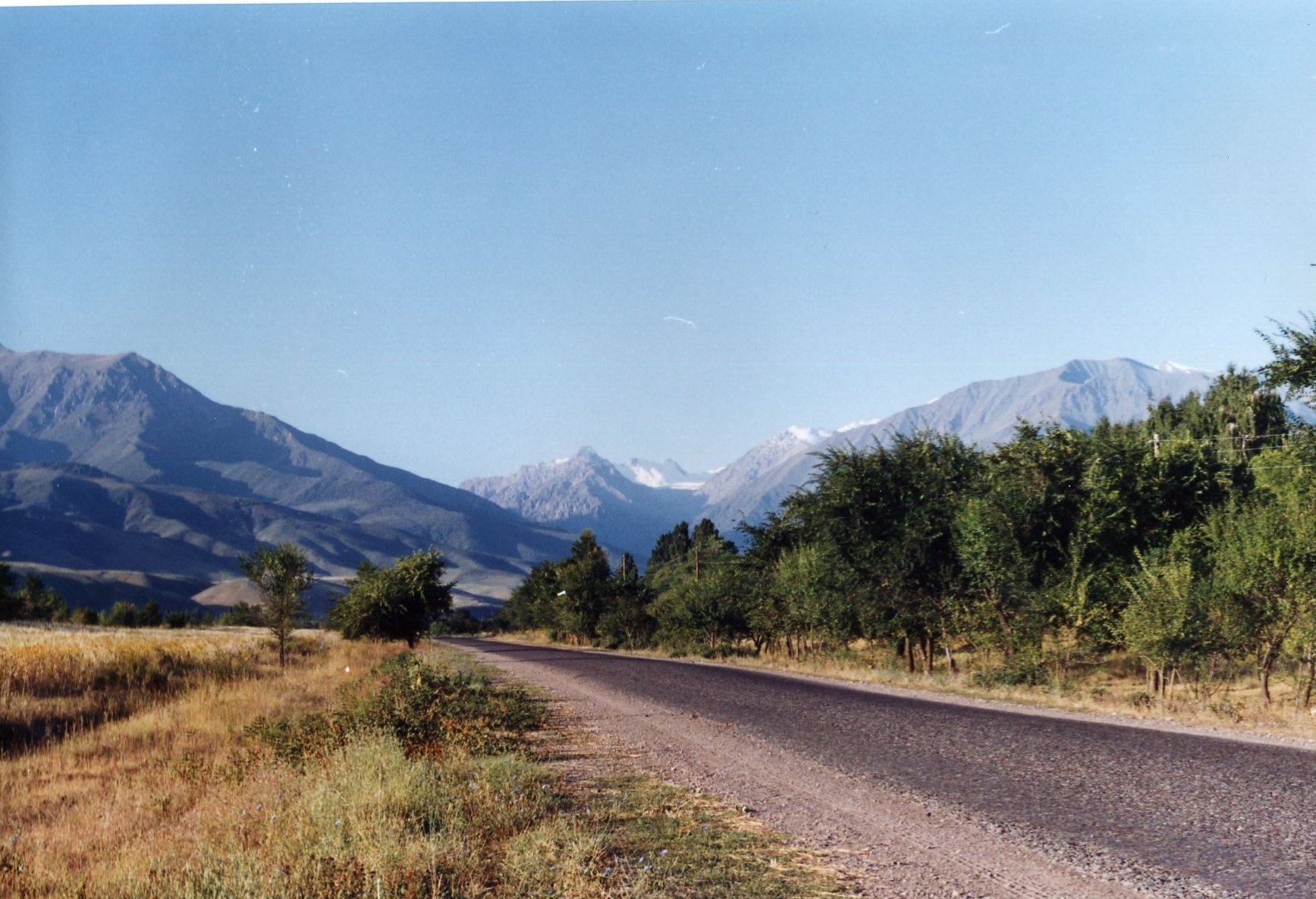
Vy över Kirgizbergen mot Ala Archa, nära Bisjkek.

Kirgizbergen (Kirgiziska Alatau eller ibland bara Alatau) är en cirka 375 km lång bergskedja i norra–nordvästra Kirgizistan och sydöstra Kazakstan. Den är en västlig utlöpare av Tienshan och sträcker sig i öst-västlig riktning. 
Kirgizbergen finns avbildade på Kirgizistans statsvapen tillsammans med Ysyk-Köl, som den passerar. Bergskedjan följer Mujunkum-öknen i nordväst och ansluter till bergskedjan Quaratau (Karatau). I norr ligger floden Shūs dalgång, i vilken Bisjkek återfinns. Söder om bergskedjan flyter Talas mellan Kirgizbergen och bergskedjan Talas-Alatau.